# Denny Morrison
Denny Morrison (* 8. September 1985 in Chetwynd) ist ein kanadischer Eisschnellläufer und Olympiasieger aus Fort St. John, British Columbia.
Bei den Weltmeisterschaften der Junioren belegte er in den Jahren 2004 und 2005 jeweils den 4. Platz und bei seinen ersten Weltmeisterschaften der Senioren belegte er den 5. Platz.
Bei den Olympischen Winterspielen 2006 in Turin gehörte er zum kanadischen Pursuit Team. Er gewann mit dem Team die Silbermedaille und zusammen mit dem Team hält er den aktuellen Weltrekord. Über 1000 m belegte Morrison den 19. Platz und über 1500 m den 11. Platz.
In der Saison 2005/2006 belegte er den 2. Platz im Gesamtweltcup über 1500 m.

## Persönliche Bestzeiten Eisschnelllauf
| Distanz  | Zeit     | Datum             | Ort                 |
| -------- | -------- | ----------------- | ------------------- |
| 500 m    | 34,85    | 28. Dezember 2007 | Calgary, Kanada     |
| 1000 m   | 1:07,11  | 7. März 2009      | Salt Lake City, USA |
| 1500 m   | 1:42,01  | 14. März 2008     | Calgary, Kanada     |
| 3000 m   | 3:43,47  | 29. Oktober 2005  | Calgary, Kanada     |
| 5000 m   | 6:24,13  | 2. Jänner 2006    | Calgary, Kanada     |
| 10.000 m | 13:41,65 | 31. Dezember 2007 | Calgary, Kanada     |

(Stand: 12. Februar 2014)